# Atan (Arménie)
Pour les articles homonymes, voir Atan.
Atan (en arménien Աթան) est une communauté rurale du marz de Lorri en Arménie. En 2008, elle compte 221 habitants.